# Aplectropus leucopis
Aplectropus leucopis là một loài bướm đêm trong họ Crambidae.